# 1644 en arts plastiques
| Années des arts plastiques : 1641 - 1642 - 1643 - 1644 - 1645 - 1646 - 1647    |
| Décennies des arts plastiques : 1610 - 1620 - 1630 - 1640 - 1650 - 1660 - 1670 |

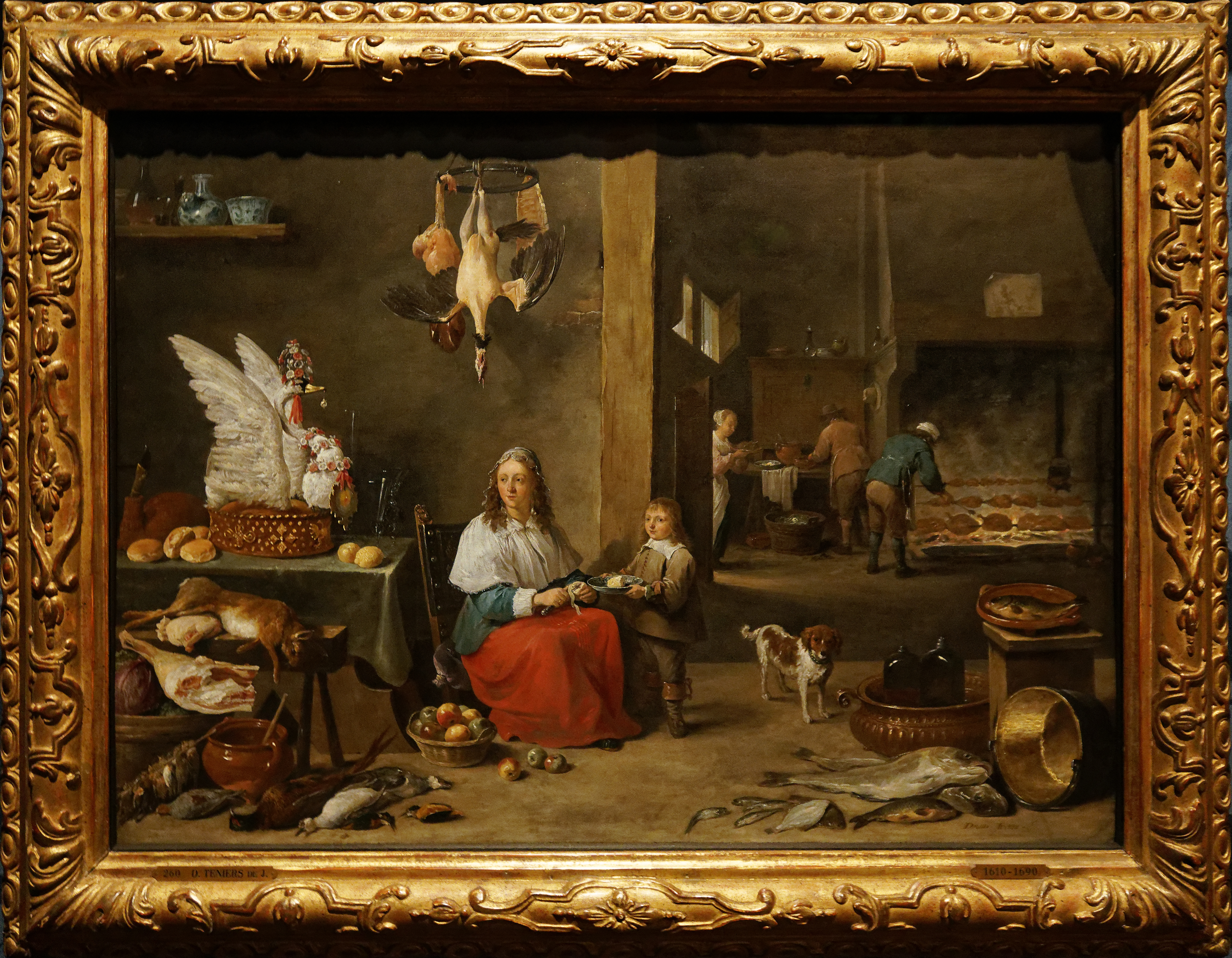

Cette page concerne l'année 1644 en arts plastiques.

## Œuvres
- Le Christ et la Femme adultère, huile sur bois de Rembrandt.
- 1644-1645 : François Anguier réalise le monument funéraire de Jacques-Auguste de Thou (musée du Louvre)

## Naissances
- 17 avril : Abraham Storck, peintre de marine néerlandais († 8 avril 1708),
- ? avril : Jean Jouvenet, peintre et décorateur français († 5 avril 1717),
- 12 juillet : Nicolas Rabon, peintre français († 25 février 1686),
- ? :
  - Étienne Allegrain, peintre et graveur français († 2 avril 1736),
  - Domenico Bettini, peintre baroque italien († 1705),
  - Marziale Carpinoni, peintre baroque italien († 1722),
  - Nicolas Colombel, peintre français († 27 mai 1717).

## Décès
- 20 janvier :  Stefano Amadei, peintre baroque italien (° 20 janvier 1580),
- 17 février : Johannes Torrentius, peintre néerlandais (° 1589),
- 25 février : Agostino Tassi, peintre italien du maniérisme tardif (° vers 1580),
- 14 juin : Jean Toutin, peintre, orfèvre et émailleur français (° 1578),
- 18 juin : Wouter Crabeth II, peintre néerlandais (° 1594),
- 16 juillet : Giovanni Bilivert, peintre italien (° 25 août 1585),
- 23 juillet : Giovanni Battista Bertusio, peintre baroque italien de l'école de Bologne (° 20 mai 1577),
- 16 novembre : Gusukuma Seihō, peintre de cour japonais  (° 19 novembre 1614),
- 27 novembre : Francisco Pacheco, peintre, théoricien de l'art et théologien espagnol (° 3 novembre 1564),
- Date précise inconnue :
  - Georges Baussonet, architecte, dessinateur, graveur et poète français (° 1577),
  - Claudio Ridolfi, peintre italien (° 1560),
- Vers 1644 :
- Giovanni Battista Calandra, artiste-mosaïste italien, surtout actif au Vatican (° 1568).